# سیارک ۱۳۰۸۲
سیارک ۱۳۰۸۲ (به انگلیسی: 13082 Gutierrez، نامگذاری:1992EY10)۱۳۰۸۲مین سیارک کشف شده‌است که در ۰۶ مارس ۱۹۹۲ کشف شد.